# Ola Borten Moe

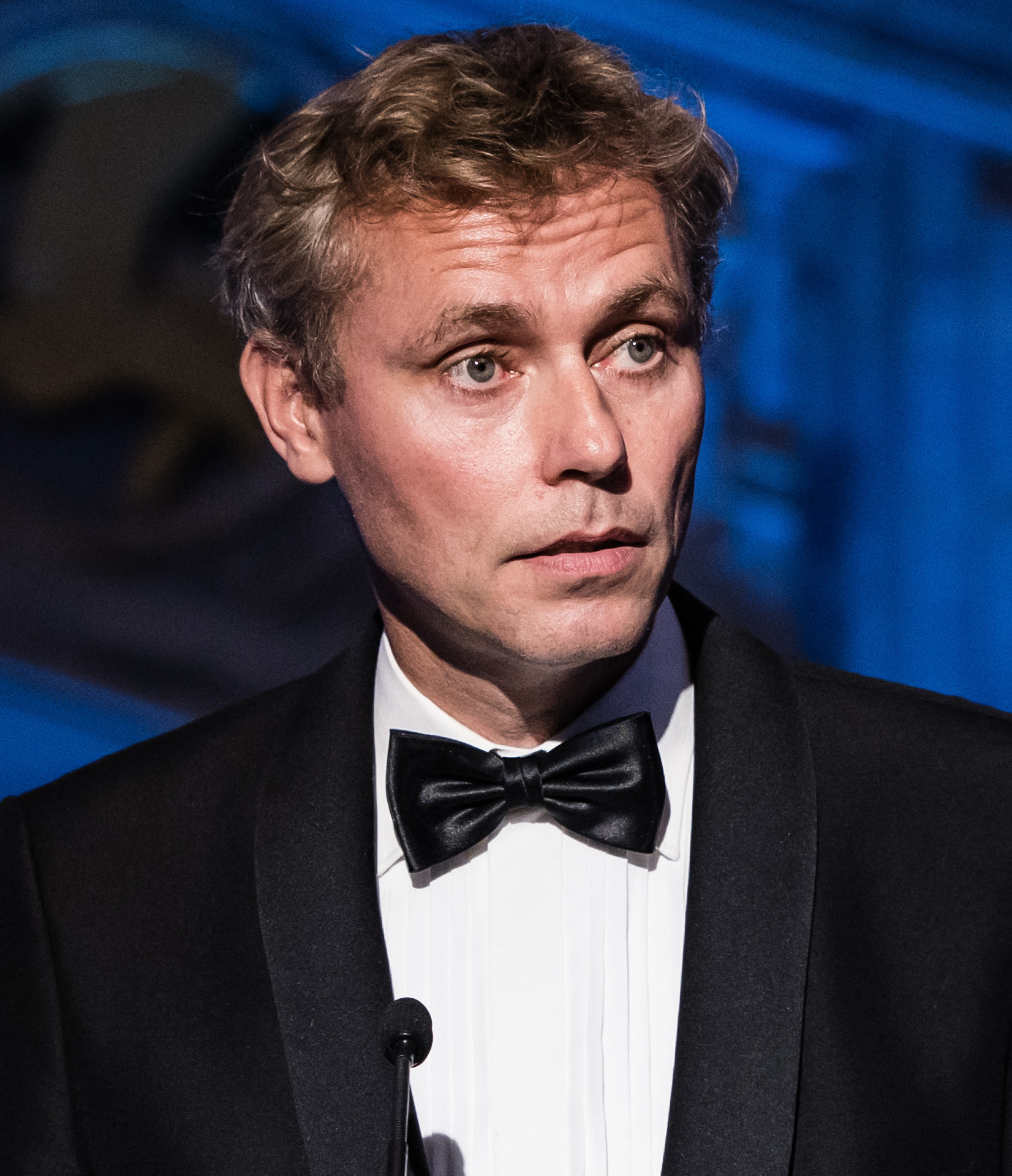
Ola Borten Moe, 2022

Ola Borten Moe (* 6. Juni 1976 in Trondheim) ist ein norwegischer Politiker der Senterpartiet (Sp), dessen stellvertretender Vorsitzender er von 2011 bis 2023 war. Von März 2011 bis September 2013 war er der Erdöl- und Energieminister und von Oktober 2021 bis August 2023 der Minister für Forschung und Hochschulbildung seines Landes. Zwischen 2005 und 2013 war er Abgeordneter im Storting, seit 2021 ist er es erneut.

## Leben
Ola Borten Moe, ein Enkel des ehemaligen Ministerpräsidenten Per Borten, war neben seinem Studium ab 1992 auch als Landwirt tätig. In den Jahren 1995 bis 2007 saß Moe im Stadtrat von Trondheim. Zudem arbeitete er im Jahr 2001 als politischer Berater in der Senterpartiet, in der Zeit zwischen 2003 und 2005 stand er der EU-kritischen Organisation Nei til EU in der damaligen Provinz Sør-Trøndelag vor.

### Stortingsabgeordneter
Bei der Parlamentswahl 2005 zog Moe erstmals in das norwegische Nationalparlament Storting ein, zuvor war er bereits eine Legislaturperiode lang ein Vararepresentant, also Ersatzabgeordneter. Nach seinem Einzug vertrat er den Wahlkreis Sør-Trøndelag und wurde Mitglied im Ausschuss für Energie, Umwelt und Naturschutz. Im Oktober 2007 wechselte er während der laufenden Legislaturperiode in den Wirtschaftsausschuss, wo er neuer Vorsitzender wurde. Im Anschluss an die Wahl 2009 übernahm er den Posten des stellvertretenden Vorsitzenden im Kontroll- und Verfassungsausschuss. Zwischen Februar 2010 und März 2011 fungierte Moe zudem als stellvertretender Fraktionsvorsitzender der Senterpartiet-Gruppierung. Im Jahr 2011 wurde er zum stellvertretenden Vorsitzenden seiner Partei gewählt.

### Minister in der Regierung Stoltenberg
Am 4. März 2011 wurde Moe als Nachfolger von Terje Riis-Johansen zum Erdöl- und Energieminister in der Regierung Stoltenberg II berufen. Er übte das Amt bis zum Abtritt der Regierung am 16. Oktober 2013 aus. Zur Wahl 2013 trat er nicht erneut an, wodurch er folglich im Herbst 2013 aus dem Parlament ausschied. Anschließend arbeitete er als Direktor von Siva, einem Unternehmen im Staatsbesitz, das zur Wirtschaftsentwicklung in Norwegen beitragen sollte. Im Jahr 2015 gründete er gemeinsam mit drei weiteren Personen das Unternehmen Okea, das Lizenzen für verschiedene norwegische Erdölfelder erwarb.

### Minister in der Regierung Støre
Bei der Stortingswahl 2021 zog er erneut in das Storting ein. Am 14. Oktober 2021 wurde Moe in der neu gebildeten Regierung Støre zum Minister für Forschung und Hochschulbildung ernannt. Im Juli 2023 wurde bekannt, dass Moe Aktien am Rüstungsunternehmen Kongsberg Gruppen, das indirekt 25 % am Rüstungskonzern Nammo hält, erworben hatte und kurz darauf im Januar 2023 an einer Regierungssitzung teilnahm, an der ein Vertrag mit Nammo behandelt wurde. Dabei und erneut im März 2023 brach er die Richtlinien für Regierungsmitglieder bei persönlicher Befangenheit. Moe gab an, dass er sich auch bei weiteren Aktienkäufen nicht als befangen meldete. Er erklärte daraufhin am 21. Juli 2023 seinen Rücktritt als Forschungs- und Hochschulbildungsminister sowie als stellvertretender Vorsitzender der Senterpartiet. Seine Amtszeit als Minister endete schließlich am 4. August 2023, als Sandra Borch zu seiner Nachfolgerin ernannt wurde.
Nachdem er während seiner Amtszeit als Minister für Forschung und Hochschulbildung im Storting von seiner Parteikollegin Maren Grøthe vertreten worden war, kehrte er daraufhin als Abgeordneter ins Storting zurück. Moe wurde dort Mitglied des Außen- und Verteidigungsausschusses. Im Zuge seines Rücktritts als Minister gab er zudem bekannt, dass er bei der Parlamentswahl 2025 nicht erneut kandidieren wolle.

## Positionen
In seiner Zeit als Erdöl- und Energieminister erklärte Ola Borten Moe im Dezember 2011, dass nicht zu verhindern sei, dass in der Nähe von Wohnorten Windkraftanlagen oder neue Stromleitungen gebaut werden. Nachdem sich Moe im Sommer 2012 dafür offen zeigte, im arktischen Gebiet die Förderung von Erdöl und -gas auszubauen, gab Ministerpräsident Jens Stoltenberg im August 2012 bekannt, dass dies so nicht geschehen werde. Die Aussage führte zuvor vor allem beim Koalitionspartner Sosialistisk Venstreparti (SV) zu Kritik.